# Miss Terra 2001
Miss Terra 2001, prima edizione di Miss Terra organizzato dalla Carousel Productions, si è tenuta presso il UP Theater di Quezon nelle Filippine il 28 ottobre 2001. L'evento è stato presentato da Jaime Garchitorena, Asha Gill, Emma Suwanalat e trasmesso da RPN, ABS-CBN, Star World e The Filipino Channel. La danese Catharina Svensson è stata incoronata Miss Terra 2001.

## Risultati

### Piazzamenti
| Risultato finale | Concorrente |
| ---------------- | --- |
| Miss Terra 2001  | - Danimarca - Catharina Svensson |
| Miss Aria        | - Brasile - Simone Régis |
| Miss Acqua       | - Kazakistan - Margarita Kravtsova |
| Miss Fuoco       | - Argentina - Daniela Stucan |
| Semifinaliste    | - Bolivia - Catherine Villarroel - Estonia - Evelyn Mikömagi - Filippine - Carlene Ang Aguilar - India - Shamita Singha - Lettonia - Jelena Keirane - Stati Uniti d'America - Abigail Royce |

Nota: A differenza che in altri concorsi, in Miss Terra non ci sono finaliste. Invece vengono assegnati i titoli di Miss Aria, Miss Acqua e Miss Fuoco, alle tre concorrenti con il punteggio più alto dopo la vincitrice.

### Riconoscimenti speciali
| Riconoscimento        | Concorrente                      |
| --------------------- | -------------------------------- |
| Miss Photogenic       | Argentina - Daniela Stucan       |
| Best National Costume | India - Shamita Singha           |
| Miss Friendship       | Giappone - Misuzu Hirayama       |
| Miss Talent           | Lettonia - Jelena Keirane        |
| Best in Swimsuit      | Kazakistan - Margarita Kravtsova |
| Best in Long Gown     | Filippine - Carlene Aguilar      |

## Concorrenti[7]
- Argentina - Daniela Stucan
- Australia - Christy Anderson
- Bolivia - Catherine Villarroel
- Brasile - Simone Régis
- Canada - Michelle Carrie Lillian Weswaldi
- Colombia - Natalia Botero Argote
- Croazia - Ivana Galesic
- Danimarca - Catharina Svensson
- El Salvador - Grace Marie Zabaneh Menéndez
- Estonia - Evelyn Mikömagi
- Etiopia - Nardos Tiluhan Wondemu
- Filippine - Carlene Aguilar
- Finlandia - Martina Kortelampi
- Giappone - Misuzu Hirayama
- Gibilterra - Charlene Ann Figueras
- Guatemala - Carmina Elizabeth Paz Hernández
- India - Shamita Singha
- Italia - Monica Rosetti
- Kazakistan - Margarita Kravtsova
- Kenya - Aqua Bonsu
- Lettonia - Jelena Keirane
- Libano - Adelle Raymond Boustany
- Malaysia - Joey Tan Eng Li
- Nicaragua - Karla José Leclair Monzón
- Nuova Zelanda - Abbey Flynn
- Panama - Aliana Khan
- Paesi Bassi - Jamie-Lee Huisman
- Perù - Paola Barreda Benavides
- Porto Rico - Amaricelys Reyes Guzmán
- Repubblica Dominicana - Catherine Núñez
- Russia - Victoriya Bonnya
- Singapore - Calista Ng Poh Li
- Spagna - Noemi Caldas Ortiz
- Stati Uniti d'America - Abigail Royce
- Sudafrica - Inecke van der Westhuizen
- Taiwan - Hsiu Chao-Yun
- Tanzania - Hilda Bukozo
- Thailandia - Victoria Wachholz
- Turchia - Gozde Bahadir
- Ungheria - Krisztina Kovacs
- Venezuela - Lirigmel Gabriela Ramos Salazar
- Zanzibar - Sheena Fatma Nanty

## Ritiri
- Antigua e Barbuda - Janil Bird
- Belgio - Caroline Costermans